# Cotesia itororensis
Cotesia itororensis is een insect dat behoort tot de orde vliesvleugeligen (Hymenoptera) en de familie van de schildwespen (Braconidae). De wetenschappelijke naam van de soort werd voor het eerst geldig gepubliceerd door Bruno de Sousa-Lopes, James Bryan Whitfield, Geraldo Salgado-Neto en Kleber Del-Claro in 2019.